# Seznam ameriških jezikoslovcev
Seznam ameriških jezikoslovcev.

## A
William Foxwell Albright - Mark Aronoff - 

## B
Charles Berlitz -
Derek Bickerton -
Leonard Bloomfield - Franz Boas -
Allan R. Bomhard - Ruth Bradley Holmes -
Elihu Burritt -

## C
Carol Chomsky (née Schatz) - Noam Chomsky - William Croft (jezikoslovec) - 

## D
Peter T. Daniels - 

## E
Christopher Ehret - Murray Barnson Emeneau - Michael Everson - 

## F
Gilles Fauconnier - Charles J. Fillmore - Joshua Fishman - Victoria Fromkin - Eugene Eli Garfield (1925-2017) 

## G
Brent Galloway - Willard Gibbs (jezikoslovec) - Jean Berko Gleason - Alexander Gode - Adele Goldberg (jezikoslovec) - John Goldsmith - Cyrus H. Gordon - Joseph Greenberg - Marc L. Greenberg - Paul Grice

## H
Mary Haas - Kenneth L. Hale - Morris Halle - Eric Hamp - Zellig Harris - Einar Haugen - Bruce Wayne Hawkins - S. I. Hayakawa - Irene Heim - Robert Hetzron - Charles F. Hockett - Harry Hoijer - Larry Hyman - Dell Hymes -

## J
Ray Jackendoff - A. V. Williams Jackson - Chris Johnson (jezikoslovec) - Aravind Joshi - 

## K
Paul Kay - Joseph Kess - Stephen Krashen - Michael Krauss - Henry Kučera

## L
William Labov - Peter Ladefoged - George Lakoff - Robin Lakoff - Sydney Lamb - Ronald Langacker - Winfred P. Lehmann -  Rado L. Lenček - Anatoly Liberman - Li Fanggui - Peter Ludlow - Fred Lukoff - Horace Gray Lunt

## M
John McCarthy (jezikoslovec) - James D. McCawley - John McWhorter - Roy Andrew Miller - Marianne Mithun - Pamela Munro - 

## N
Johanna Nichols - 

## O
Marc Okrand - Arika Okrent - Walter J. Ong -

## P
Joseph Paternost - Mario Pei - Kenneth L. Pike - Paul Pimsleur - Steven Pinker - Carl Pollard - Nicholas Poppe - Paul Postal - Alan Prince - Geoffrey Pullum -

## R
Joseph Rock - John R. Ross - 

## S
William Safire - Ivan Sag - David Salo - Edward Sapir - Eric Schiller - John Searle - Thomas Albert Sebeok - Michael Shapiro - Sebastian Shaumyan - George Y. Shevelov - Andrew Sihler - Paul Smolensky - Edward Stankiewicz (1920-2013) - Morris Swadesh - Eve Sweetser - 

## T
Leonard Talmy - Deborah Tannen - Larry Trask - Mark Turner (znanstvenik) - 

## V
Robert Van Valin mlajši - 

## W
Larry Wall - Calvert Watkins - Max Weinreich - Uriel Weinreich - William Dwight Whitney - Benjamin Whorf - Leo Wiener - Robert Dick Wilson - Michael E. J. Witzel - 

## Z
George Kingsley Zipf - Arnold Zwicky - 